# 怪獸大學
《怪兽大学》（英語：Monsters University）是一部2013年的美国3D计算机动画喜剧片，由皮克斯动画工作室制作，华特迪士尼电影公司发行，丹·斯坎伦担任导演，科里·雷伊出任制片人。本片是皮克斯推出的第14部长片电影，是2001年上映的《怪兽电力公司》的前传，也是皮克斯推出的首部前传电影。
迪士尼公司拥有为《怪兽电力公司》拍摄续集或前传的版权，自2005年起就有计划制作第二部《怪兽电力公司》电影。由于与皮克斯之间存在分歧，迪士尼将制作前传的任务交给了另一个动画制作组。这个动画组本已完成了影片的初稿，但由于迪士尼在2006年收购了皮克斯，因此该版本影片也相应取消。2010年，前传确定将由皮克斯制作，2011年，前传的片名确认为《怪兽大学》。
《怪兽大学》讲述了麦克和萨利两只怪物的故事，他们在大学生活中如何一开始时互相看不顺眼，之后逐渐成为最好朋友的过程。比利·克里斯托、约翰·古德曼、史蒂夫·布西密、鲍勃·彼德森和约翰·拉岑贝格分别回归为他们在《怪兽电力公司》裏的同一角色配音，分别是迈克·沃佐斯基、詹姆斯·P·萨利文、兰道尔·博格斯、罗兹和雪人。在《怪兽电力公司》中为弗林女士（Ms. Flint）配音的邦妮·亨特在本片中为麦克的小学教师卡伦·格雷夫斯女士配音。与前作一样，本片的音乐也是由兰迪·纽曼创作的，这也是他与皮克斯的第7次合作。
《怪兽大学》于2013年6月5日在英国伦敦首映，2013年6月21日起在美国院线上映。在电影院播放时还附有一部皮克斯的动画短片《蓝雨伞之恋》，该片由萨施卡·昂塞尔德（Saschka Unseld）执导。《怪兽大学》无论在商业还是评价方面都获得了成功，约两亿美元的制作成本截止2013年11月上旬已经获得超过7.43亿美元的全球票房。

## 剧情
迈克尔·“麦克”·沃佐斯基小学念书时随班级一起来到怪兽电力公司参观，该公司是怪物城市中最盈利，也是最知名的惊吓公司。迈克从这以后就梦想着能够成为一名“惊吓专员”，半夜三更潜入人类世界吓唬小孩，以便取得他们的尖叫声来作为怪物世界的能量来源。11年后，迈克来到怪兽大学就读，报名惊吓专业，头天晚上他认识了自己的室友兰道尔·“兰迪”·博格斯，还有一个蓝色、毛茸茸的庞大怪物詹姆斯··“萨利”·萨利文。
獨眼怪麦克天生長得不恐怖，想靠後天補強而努力学习，而萨利则仗着自己家族的惊吓天赋而表现得很懒散，似乎有恃无恐，麦克对此很不以为然，而萨利则认为麦克由于先天上的限制，因此无论如何努力都不可能成为优秀的惊吓专员。两怪都试图加入大学中的兄弟会与姐妹会，但只有萨利得以进入菁吓会（Roar Omega Roar）。之后的一次考试时，麦克和萨利之间的竞争导致郝刻薄院长将两怪都逐出了惊吓系，菁吓会也因此取消了萨利的成员资格。不甘心的迈克决心要证明自己，于是报名参加惊吓游戏，但该游戏只限兄弟会与姐妹会团体参加，而麦克现场决定加入的万事OK社（Oozma Kappa）加上他后也还差一名成员才够资格。这时萨利也报名要求参加，麦克虽然万分不愿，但最终迫于形势只能接受。
游戏的第一关是障碍跑步比赛，各团队的所有选手都必须尽可能快地到达终点，并且这一过程中还要避开类似海胆的阻碍和攻击。万事OK社在这一关就排到了最后一名，本应被淘汰出局，但意外的是另一组队伍被发现戴有違規防护装备作弊，这违反了游戏规则，所以其成绩无效，万事OK社于是得以继续参加比赛。游戏的第二关中参赛者需要在不打扰图书馆管理员的前提下取到一面旗帜，万事OK社在这关排名倒數第二，顺利通过。晚上，菁吓会邀请万事OK社成员参加他们举办的聚会，但到了现场，其他参赛选手无情地羞辱了万事OK社成员。麦克为了给大家鼓劲，带领众怪秘密潜入怪兽电力公司探险。萨利和麦克都已经对彼此完全改观，但萨利还是觉得麦克不可能真正成为一名惊吓专员。在最后的一场比赛中，万事OK社和菁吓会所有成员都需要进入模拟惊吓房间进行惊吓度检测，麦克的最后一吓拿到了满分，万事OK社成功胜出。然而麦克却在之后意外发现萨利通过作弊来提高自己的成绩，这让他非常恼火。一怒之下，他闯进了学校的通道门实验室，从一扇门中进入了人类世界，然而麦克却发现身在一个夏令营中的自己根本没法吓到满满一屋子的任何一個小孩。
萨利向郝刻薄院长承认自己作了弊，正在这时，两怪都得知了闯入事件。萨利意识到自己的行为闯下了大祸，于是也冲进门内寻找麦克。他在一个湖边找到了伤心的麦克，两怪最终达成和解，但这时门已被郝刻薄院长关闭等待政府安全部门处理。麦克意识到，两怪重返怪物世界的唯一办法就是获得足够的能量来从人类世界这一边激活通道门。他与萨利合作，吓得一群成年人放声尖叫，获得的巨大能量不但足以令两怪返回大学，還吓坏了自认见多识广而目中无人的郝刻薄院长。
两怪所造成的破坏最终导致他们被大学开除，但万事OK社的其他成员将从下个学期开始进入惊吓系学习，因为郝刻薄院长对他们在游戏中的表现留下了深刻的印象。告别校园的萨利和麦克在路边遇到了郝刻薄院长，后者表示他们已经不需要在大学就读了，因为他们的表现已经超出了这所大学能够教给他们的程度，最后，院长还祝福两怪将来好运。
離開怪獸大學的兩人，失去了成為驚嚇專員團隊的機會，突然想到怪獸電力公司的收發室徵人廣告，麦克和萨利決定從收發信件人員開始，进入怪兽电力公司工作，首先是在邮件收发室主管雪人手下收发邮件，然后一步一步地轉為清潔人員、餐廳員工，并最终成长为怪兽电力公司最优秀的惊吓专员团队。

## 配音演员
- 比利·克里斯托为迈克尔·“麦克”·沃佐斯基配音
  - 诺亚·约翰斯顿（Noah Johnston）为童年时代的麦克配音[8]
- 约翰·古德曼为詹姆斯·P·“萨利”·萨利文配音
- 史蒂夫·布西密为兰道尔·“兰迪”·博格斯配音[14]
- 乔尔·默里（英语：Joel Murray）为唐·卡尔顿（Don Carlton）配音，怪兽大学的中年返校生，万事OK社的創社元老[14][15]
- 西恩·海耶斯和大卫·弗利为特里·佩里和特瑞·佩里配音，万事OK社社员，是共用同一个躯干的两兄弟[16][17]
- 彼得·索恩为史乖寶配音，万事OK社社员[14][16]
- 查理·戴为軟Q配音，万事OK社员[16]
- 海伦·米伦为郝刻薄院长配音，怪兽大学惊吓专员培训院系院长[18]
- 阿尔弗雷德·莫里纳为德里克·奈特教授配音[19]
- 内森·菲利安为强尼·J·沃辛顿三世配音，菁吓会会长[20]
- 奥布瑞·普拉扎为克莱尔·惠勒（Claire Wheeler）配音，兄弟会和姐妹会理事会主席[20]
- 泰勒·莱伯恩（英语：Tyler Labine）为布鲁克·皮尔逊（Brock Pearson）配音，兄弟会和姐妹会理事会副主席[20]
- 约翰·卡拉辛斯基为“惊恐”·弗兰克·麦凯配音（"Frightening" Frank McCay）[20]
- 邦尼·亨特（英语：Bonnie Hunt）为卡伦·格雷夫斯女士（Ms. Karen Graves）配音，麦克的小学老师[20]
- 比尔·哈德尔为鼻涕虫裁判配音[21]
- 鲍比·莫伊尼汉（英语：Bobby Moynihan）为查查配音，菁吓会成员[20]
- 朱丽亚·斯维尼（英语：Julia Sweeney）为雪莉·斯奎伯斯（Sherri Squibbles）配音，史乖宝的母亲[14][20]
- 贝丝·贝尔斯为凯莉·威廉姆斯（Carrie Williams）配音，女生怪物联谊会领袖[20]
- 鮑伯·彼得森为罗兹（Roz）配音[21]
- 约翰·拉岑贝格为雪人配音，怪兽电力公司邮件收发室主管[20][22]

## 制作
自2005年起，制作第二部《怪兽电力公司》电影的计划就已存在。不过由于迪士尼首席执行官迈克尔·艾斯纳和皮克斯CEO之间存在分歧，拥有为《怪兽电力公司》制作续集版权的迪士尼于是宣布该片的续集将于另一个动画制作组负责制作，该制作组还曾负责《玩具总动员3》的早期构想工作。这部续集原定的片名为《怪兽电力公司2：迷失在惊吓乐团》（Monsters, Inc. 2: Lost in Scaradise），其中麦克和萨利前往人类世界给布（Boo）送生日礼物，但她已搬家，两怪被困在人类世界后又因在下一步行动方案上存在分歧而分道扬镖。剧作家罗布·穆尔（Rob Muir）和鲍勃·希尔根伯格（Bob Hilgenberg）获聘为影片编写剧本，他们创造了早期的故事框架。但是，迪士尼公司的管理层在2005年末出现变动，罗伯特·艾格取代艾斯纳成为新任首席执行官，之后迪士尼开始了与皮克斯的新一轮谈判。2006年初，迪士尼宣布收购皮克斯。迪士尼拥有的续集拍摄权也移交给了皮克斯，于是穆尔和希尔根伯格创作的版本以及原动画制作组的创作构想也因此取消。
2010年，《怪兽电力公司》的续集确认将由皮克斯制作。2011年3月29日，皮克斯宣布本片片名为《怪兽大学》，并且将是一部前传。影片起初计划在2012年11月16日上映，但为了避免与《吸血新世紀4：破曉傳奇下集》竞争而提前到2012年11月2日。2011年4月5日，皮克斯宣布本片，也是其第十四部长片电影将于2013年6月21日上映。
影片由丹·斯坎伦执导，科里·雷伊出任制片人。比利·克里斯托、约翰·古德曼、史蒂夫·布西密、鲍勃·彼德森和约翰·拉岑贝格分别回归为他们在《怪兽电力公司》里的同一角色配音，在《怪兽电力公司》中为弗林女士配音的邦妮·亨特在本片中为另一个角色配音。新选择的配音演员则包括西恩·海耶斯、大卫·弗利、朱丽亚·斯维尼、海伦·米伦、阿尔弗雷德·莫里纳、彼得·索恩、查理·戴、乔尔·默里、内森·菲利安、奥布瑞·普拉扎、泰勒·莱伯恩、约翰·卡拉辛斯基、比尔·哈德尔、鲍比·莫伊尼汉和贝丝·贝尔斯。2011年8月12日，比利·克里斯托在被问到有关回归为麦克·沃佐斯基一角配音时说：“我喉咙有点嘶哑。今天我花了5个半小时参加《怪兽电力公司2》的第4次会议。”
《怪兽大学》的剧情详细描述了麦克和萨利的初次见面，但这也导致了一个连续性的错误。在《怪兽电力公司》中，麦克告诉萨利，自己从小学四年级开始就嫉妒对方的外表。导演丹·斯坎伦称自己在前期制作时对这句台词感到进退两难，但还是觉得最好两怪在大学期间才相识。因为“我们希望看到他们成年后的关系发展。而且我们也觉得大学包含了非常多的自我发现，让人真正意识到自己的定位。”他还补充道：“感觉大学是最适合这种情节发展的所在，但我们又已经有了这么句台词在先。所以我们尝试了不同的版本，比如两怪在童年时期相识，或是在大学才认识。而且我们也没打算要拍什么《怪物小学》。”斯坎伦表示，在前期制作期间，约翰·拉塞特和《怪兽电力公司》导演皮特·多克特最后告诉自己，向前作致敬固然很好，但更重要的还是为故事选择最合适的发展方向。所以他们最终的决定是把《怪兽电力公司》中的那句台词放到一边，让故事在大学里进行。斯坎伦还表示，前作中的那句台词属于“怪物们的口头禅”，“怪物们彼此总是那么说。”
《怪兽大学》是皮克斯制作的首部应用全局光照技术的电影，这种新的照明系统是对该公司自《玩具总动员》中就开始使用的渲染系统所进行大幅更新的一部分。在影片的筹划阶段，摄影指导简-克劳德·卡拉奇曾问道：“要是我们能把（需要的）照明问题解决呢？”新的系统设计出来以前，艺术家们只能手动绘制创建反射和阴影效果，随着模型和设定在技术上变得更先进，艺术家们的工作也变得越来越复杂。新的照明系统使用了光线追踪技术，可以模拟出光线在现实世界中的行为，让整个进程实现自动化，让镜头看起来更真实，制作出了柔和的阴影。艺术家们因此可以花更多的时间来制作模型和复杂的镜头——有些镜头中包含有数千个之多的光源。
电影主创人员造访了美国的多所高校进行研究，其中包括哈佛大学、斯坦福大学和阿拉巴马大学，观察大学建筑、学生生活、兄弟会与姐妹会，以及教授和老师的教学方法。为了对兄弟会与姐妹会的生活这一电影核心内容加以研究，许多电影制作人员花了数星期时间在兄弟会与姐妹会中进行体验。

## 原声带
《怪兽大学》是兰迪·纽曼为皮克斯作曲的第七部长片电影，华特迪士尼唱片于2013年6月18日发行了原声带。
、和三首曲目中包含有蓝色恶魔团体“娱乐”演奏的鼓点，而打击乐曲目则是在天行者农场录制的，蓝色恶魔首席打击乐手斯科特·约翰逊（Scott Johnson）作曲。
曲目列表
| 曲序     | 曲目                                  | 时长  |
| -------- | ------------------------------------- | ----- |
| 1.       |                                       | 0:52  |
| 2.       |                                       | 3:58  |
| 3.       |                                       | 4:32  |
| 4.       |                                       | 3:19  |
| 5.       |                                       | 0:48  |
| 6.       |                                       | 2:00  |
| 7.       |                                       | 1:16  |
| 8.       |                                       | 3:16  |
| 9.       |                                       | 2:34  |
| 10.      |                                       | 3:57  |
| 11.      |                                       | 3:00  |
| 12.      |                                       | 3:44  |
| 13.      | （由和塞巴斯蒂安·因格罗索创作和表演） | 2:55  |
| 14.      |                                       | 6:00  |
| 15.      |                                       | 2:00  |
| 16.      |                                       | 2:07  |
| 17.      |                                       | 3:02  |
| 18.      |                                       | 3:11  |
| 19.      |                                       | 1:12  |
| 20.      |                                       | 1:34  |
| 总时长： | 总时长：                              | 55:15 |

## 发行
《怪兽大学》的第一段预告片于2012年6月20日发布。这部预告片一共有四个版本，其中麦克在睡梦中嘟囔着各种借口拒绝上学，如“我不能上学，（因为）我没穿衣服”、“我的家庭作业把我的狗吃掉了”、“班长？”和“我的小马驹上了校长的名单。”第二段预告片于2013年2月11日发布，第三部在2013年4月26日，第四部，也是最后的一部，于2013年5月30日发布，其中包含有电影中的镜头。
2012年10月8日，皮克斯推出了《怪兽大学》的全功能网站，其中配备有招生信息、学术和校园生活，还有校园商店可以购买怪兽大学的服饰。2013年4月1日，网站的设计出现重大变化，显示出似乎是被其竞争对手“恐惧理工大学”（Fear Tech）入侵和破坏过。电影的首个电视广告于2013年玫瑰碗期间播出，对大学足球赛电视转播中各参赛学府的宣传广告进行了戏仿。从2013年6月27日至7月11日，迪士尼在线游戏企鹅俱乐部主持了一场怪兽大学游戏参与活动来为电影作宣传，玩家可以打扮成自己喜欢怪物的样子，然后参加惊吓游戏。
《怪兽大学》于2013年6月5日在伦敦举行了全球首映式，电影导演和制片人均有出席。2013年6月15日，本片作为上海国际电影节开幕片举行了亚洲首映式。2013年6月8日，电影在西雅图国际电影节上举行了美国的首映式，并于2013年6月21日开始在院线上映。在电影院放映时，本片还附带有一部皮克斯的动画短片《蓝雨伞之恋》。
2013年10月29日，华特迪士尼家庭娱乐工作室发行了《怪兽大学》的蓝光、3D蓝光、DVD和数字拷贝版本，还开始提供视频点播服务。与影院上映时一样，这些版本中也都附有动画短片《蓝雨伞之恋》。
2024年9月，因黃子佼性騷擾醜聞，Disney+已將《怪兽电力公司》與前傳《怪獸大學》的台灣國語配音版本下架。

## 反响

### 专业评价
《怪兽大学》所获评价以正面为主。根据烂蕃茄上收集的175篇评论文章，其中137篇给出了“新鲜”的正面评价，“新鲜度”为78%，平均得分6.8（最高10分）。该网站上的共识评价中称，影片虽然“没有达到皮克斯最出色作品的高度，但对于任何年龄段观众来说《怪兽大学》仍然是一部风趣而体贴的家庭娱乐作品”。而从Metacritic上收集的41篇评论来看，其中26篇给出好评，无差评，15篇褒贬不一，平均得分65（满分100）。
《芝加哥太阳报》的马特·佐勒·塞茨（Matt Zoller Seitz）给予影片四星的高度评价（最高四星），称其中体现了《怪兽电力公司》的“真正精神，符合其基调。但在情节上并没有呈现出彻底的创新”。杂志的特雷弗·约翰斯顿（Trevor Johnston）给予本片四星评价（最高五星），认为对于一部纯粹的前传来说，《怪兽大学》的表现是到位的，其中也有足够多的内容可以唤起观众对《怪兽电力公司》那毛茸茸的可爱回忆。《娱乐周刊》的克里斯·纳什瓦提（Chris Nashawaty）给出的评价（最高），称影片让人恢复了对皮克斯的信心，因为之前的《赛车总动员2》让人担心皮克斯是不是已经失去了想像力。看到麦克和萨利见面时那些令人愉快的故事后，这些担心也都随之烟消云散了。《费城问询报》的史蒂芬·里耶（Steven Rea）对本片的评价为三星（最高四星），称赞电影既可爱又搞笑，其动画表现虽然还没有到给人启迪的程度，但无疑是丰富多彩的。美联社的杰克·科伊尔（Jake Coyle）给本片三星评级（最高四星），称其表现虽说没有像皮克斯其他作品那么有天赋，但仍然是一部好电影。
《滚石》杂志的彼得·崔維斯给影片的评价为三星，称其虽然有些缺乏原创性，但趣味性还是很有感染力。克里斯托和古德曼无疑是这种让人骨子里发痒喜剧艺术的大师。《时代》周刊的理查德·科利斯（Richard Corliss）也给予本片正面评价，称赞这部非常有魅力的小电影仍然值得让孩子们拖着家长走进电影院，再看一眼衣柜里的怪物和皮克斯那些熟悉的内容。
《亚利桑那共和报》的比尔·古迪科恩兹（Bill Goodykoontz）对本片的评价为三星半（最高五星），称“像这样的电影根本就没有任何理由要存在，可一旦你看过之后，你又会为其存在感到高兴”。《乡村之声》的阿兰·谢尔斯图尔（Alan Scherstuhl）也给出正面评价，称《怪兽大学》感觉起来不像是那种急于表达出什么的艺术家的作品，而是以孩子们的喜好程度为基础。技术上影片给人留下了深刻的印象，不过没有达到一个更有意义的高度。
《今日美国》的克劳迪娅·普格（Claudia Puig）对电影的评级为三星（最高四星），称其“或者不像《怪兽电力公司》那么有创造性，但仍然是皮克斯风趣幽默而又和蔼可亲的动画作品”。《华盛顿邮报》的迈克尔·O·萨利文（Michael O'Sullivan）也给出三星的评价（最高四星），称“电影中的虚构世界或许是由儿童的恐惧来供电，但《怪兽大学》还是由其中明星般的能量所点亮的”。网站在线影评人詹姆斯·伯拉迪尼（James Berardinelli）对本片的评价也是三星（最高四星），他写道：“虽然与皮克斯与迪士尼长斯合作期间推出的其他作品相比还是有所不足，但仍然值得为它而走进电影院，特别是对孩子们来说。”
不过也有些影评人对电影反响不佳。《波士顿环球报》的泰·布尔（Ty Burr）给电影两颗半星评价（最高四星），表示“这电影不算差，对少部分儿童还说可能还很不错。但对于一个曾拍出《飞屋环游记》、《瓦力》、《超人总动员》和《玩具总动员》系列的公司来说，这样的作品也就是个接近一般的水平”。《纽约时报》的玛诺拉·达吉斯（Manohla Dargis）给出两星半的评价（最高五星），她在评价中批评前传不但失去了《怪兽电力公司》的原创性，连那种复杂的情感波动，那种与人类世界相似的精致的痛苦和感动，全都无影无踪了。
《纽瓦克明星纪事报》的斯蒂芬·威蒂（Stephen Whitty）给本片的评价也是两星半（最高四星），称这是一部巧夺天工的完整艺术品。G级的评级非常精准，因为片中没有任何插科打诨，也没有任何通过暗指流行文化内容来向成年人抛出的让人厌倦的旁枝末节。理查德·罗伊伯给本片两星半的评价（最高五星），称对于一个很少会冒风险的制片公司来说，本片四半八稳，毫无惊喜，甚至有些平淡无奇。网站的伦纳德·马尔丁称赞了电影的动画制作和艺术指导，但也表示自己希望其剧情不会如此沉重并且更加有趣，他还在文章中写道，皮克斯把动画长片提升到了一个如此的高度，以致于当他们推出的一部电影只能算良好，还没有到达了不起的程度时，评论家就会大肆批评，对于这一点，皮克斯实在是自做自受。
《芝加哥论坛报》的迈克尔·菲利普斯（Michael Phillips）给电影两星评价（最高四星），称《怪兽大学》是《怪兽电力公司》一部毫无魅力到让人感觉奇怪的前传，表现平淡无奇，与其他动画制片公司用来打发时间的续集相比也毫无过人之处。《迈阿密先驱报》的勒内·罗德里格斯（Rene Rodriguez）给本片的评价为两星（最高五星），批评电影制作人员没有尽到自己最大的努力，甚至半心半意到让人感觉有些懒散。
《好莱坞报道》的托德·麦卡锡（Todd McCarthy）对电影的评价为负面，称其中“毫无惊喜”，要么是在让人意想不到的地方开始沉沦，要么就是堆彻着皮克斯最棒故事中的那些内容。无论哪一种，都远远没有达到应有的想像力水准。

### 票房
截止2013年11月10日，《怪兽大学》在北美进账为2亿6818万6282美元，其他国家4亿7506万6843美元，全球总票房7亿4325万3125美元，如果不计通货膨胀因素，其成绩可以在历史上所有的电影中名列第53位，也可以在2013年电影中排到第4位，是皮克斯所有作品中的全球票房季军，在历史上的所有动画片中则可以排到第9位。影片在世界各国上映首周的总票房为1亿3690万美元。迪士尼拒绝透露电影的制作成本，《娱乐周刊》预计其数额将高于《勇敢传说》的1.85亿美元，这主要是因为请约翰·古德曼和比利·克里斯托回归给其角色配音所需付出的高额片酬。的子网站预计本片的预算与《玩具总动员2》和《赛车总动员2》相等，约为2亿美元。

#### 北美
迪士尼公司预测《怪兽大学》上映首周将收入至少7000万美元。影片于2013年6月21日（星期五）上映，当天就登上票房榜冠军宝座，收入3047万美元，其中包括星期四晚上20点夜场放映收入的260万美元，成为历史上上映首日票房排名第5位的动画电影。影片上映首周收入8243万美元，截止2013年11月15日，这个成绩可以在皮克斯所有作品中名列第2位，仅次于2010年的《玩具总动员3》，而在所有G级评级电影中也可以排在第二位，同样排在《玩具总动员3》之后，在所有的前传电影中则名列第4位，在所有动画电影中排在第5位，则在所有于6月发行的电影中也可以排名第5。《怪兽电力公司》第二周的票房与首周相比下降了45%，为4560万美元，但仍然排在票房榜首位。到了第三个星期，由于有来自《神偷奶爸2》的强烈竞争，本片票房下滑了57%，收入1970万美元。截止2013年11月10日，《怪兽大学》是历史上票房第9高的动画电影。

#### 國際
《怪兽电力公司》在35个国家和地区上映首周共收入5450万美元，并以3170万美元的成绩创下了迪士尼和皮克斯电影和拉丁美洲上映首周的票房新纪录。电影在阿根廷以549万美元创下该国历史上首周电影票房的新纪录。《怪兽大学》在澳大利亚与《神偷奶爸2》同步上映，上映首周收入比后者少了356万美元，两部动画长片均不敌《僵尸世界大战》，《怪兽大学》名列第3位。影片在香港上映第一天收入503万港币，首周收入2579万港币，单日最高793万港币，全面超越《玩具总动员3》，创下动画长片上映首日、首周和单日的票房新纪录，最終票房為7,740萬港幣。影片在台灣首日票房為新台幣2500萬元；次週票房累計至新台幣1.5億元，最終全台票房為新台幣2.47億元。电影在英国上映首周以346万英镑登上票房榜冠军宝座。不过电影在北美以外市场最成功的开场发生在中国大陆，共计收入1300万美元，在该国上映过的所有迪士尼电影首周票房中名列第4位。《怪兽大学》在北美以外国家上映收入最高的是达到9010万美元的日本，其次是收入4630万美元的英国、爱尔兰和马尔他，墨西哥以3760万美元排在第三位。